# Saxen (Grythyttans socken, Västmanland)
Saxen är en sjö i Filipstads kommun och Hällefors kommun i Värmland respektive Västmanland. Sjön är 41,5 meter djup, har en yta på 7,02 kvadratkilometer och befinner sig 178 meter över havet. Sjön ingår i Göta älvs huvudavrinningsområde och avvattnas av vattendraget Saxhyttälven (Stensjöälven).

## Delavrinningsområde
Saxen ingår i det delavrinningsområde (662690-142389) som SMHI kallar för Utloppet av Saxen. Medelhöjden är 240 meter över havet och ytan är 46,7 kvadratkilometer. Räknas de 10 avrinningsområdena uppströms in blir den ackumulerade arean 158,53 kvadratkilometer. Saxhyttälven (Stensjöälven) som avvattnar avrinningsområdet har biflödesordning 3, vilket innebär att vattnet flödar genom totalt 3 vattendrag innan det når havet efter 351 kilometer. Avrinningsområdet består mestadels av skog (70 procent). Avrinningsområdet har 7,59 kvadratkilometer vattenytor vilket ger det en sjöprocent på 16,2 procent.